# Happn
happn è un'applicazione e una rete sociale sviluppata per ritrovare le persone che sono state nelle vicinanze di recente. È stata lanciata nel febbraio 2014 ed è disponibile per Android, iOS e Windows Phone.
La società che sviluppa l'app è stata fondata a Parigi da Fabien Cohen, Didier Rappaport e Antony Cohen.
A febbraio 2018 l'app aveva circa 45 milioni di utenti in 40 paesi.

## Funzionamento
Lo scopo dell'applicazione è mettere in contatto tra loro persone che sono state vicine tra loro nelle ore precedenti. L'app segue gli spostamenti dell'utente utilizzando il GPS integrato nello smartphone e mostra gli altri utenti che si sono trovati nelle vicinanze durante la giornata. Similmente ad altre applicazioni pensate per favorire gli incontri tra persone che si piacciono, l'utente può dare un like a ogni persona o eliminarla dall'elenco; quando il like è reciproco, evento chiamato crush, l'app consente di avviare una chat.
Per poter utilizzare l'app è necessario accedere con un account Facebook.
L'applicazione monetizza attraverso la pubblicità interna e grazie alla presenza di alcune funzioni a pagamento per aumentare la probabilità di crush.